# Marcin Pochwała
Marcin Pochwała (* 14. Februar 1984 in Nowy Sącz) ist ein polnischer Slalom-Kanute. Seine Hauptdisziplin ist der Zweier-Canadier (C2).
Er wechselte seine Partner mehrfach während seiner Karriere. Gemeinsam mit Paweł Sarna nahm er an den  Olympischen Spielen 2004 in Athen (Rang 10) und 2008 in Beijing (Rang 8) teil. Die Olympischen Spiele 2012 in London bestritt er zusammen mit Piotr Szczepański. Dabei konnten sie den 5. Platz erreichen.